# NGC 4512
NGC 4512 (NGC 4521) je spiralna galaktika u zviježđu Zmaju. Naknadno je utvrđeno da je NGC 4521 ista galaktika.

## Vanjske poveznice
- (engl.) SEDS: NGC 4512
- (engl.) Revidirani Novi opći katalog
- (engl.) Izvangalaktička baza podataka NASA-e i IPAC-a
- (engl.) Astronomska baza podataka SIMBAD
- (engl.) VizieR